# Huanglong
Huanglong (in cinese: 黄龙风景名胜区, Huánglóng, drago giallo) è un'area di interesse storico e paesaggistico che si trova nella Contea di Songpan, nella provincia di Sichuan, in Cina. L'area, situata nella parte meridionale della catena montuosa del Minshan, 150 chilometri a nordovest di Chengdu, è famosa per le colorate piscine formate da depositi di calcite, in particolare a Huanglonggou (Yellow Dragon Gully), per gli ecosistemi delle sue foreste, per le cime innevate, le cascate e le sorgenti termali. 
Huanglong ospita anche molte specie in via di estinzione, tra cui il panda gigante e la scimmia dorata dal naso camuso del Sichuan. Inoltre, nel sito è stata scoperta una grande popolazione della specie endemica di orchidee "Cypripedium plectrochilum".
Nel 1992 Huanglong è stata inserita nell'elenco dei Patrimoni dell'umanità dell'UNESCO per le eccezionali formazioni di travertino, cascate, terrazze e laghi di travertino classificati tra i tre esempi più eccezionali al mondo.  Dal 2000 si è aggiunta all'elenco di riserve della biosfera.

## Descrizione

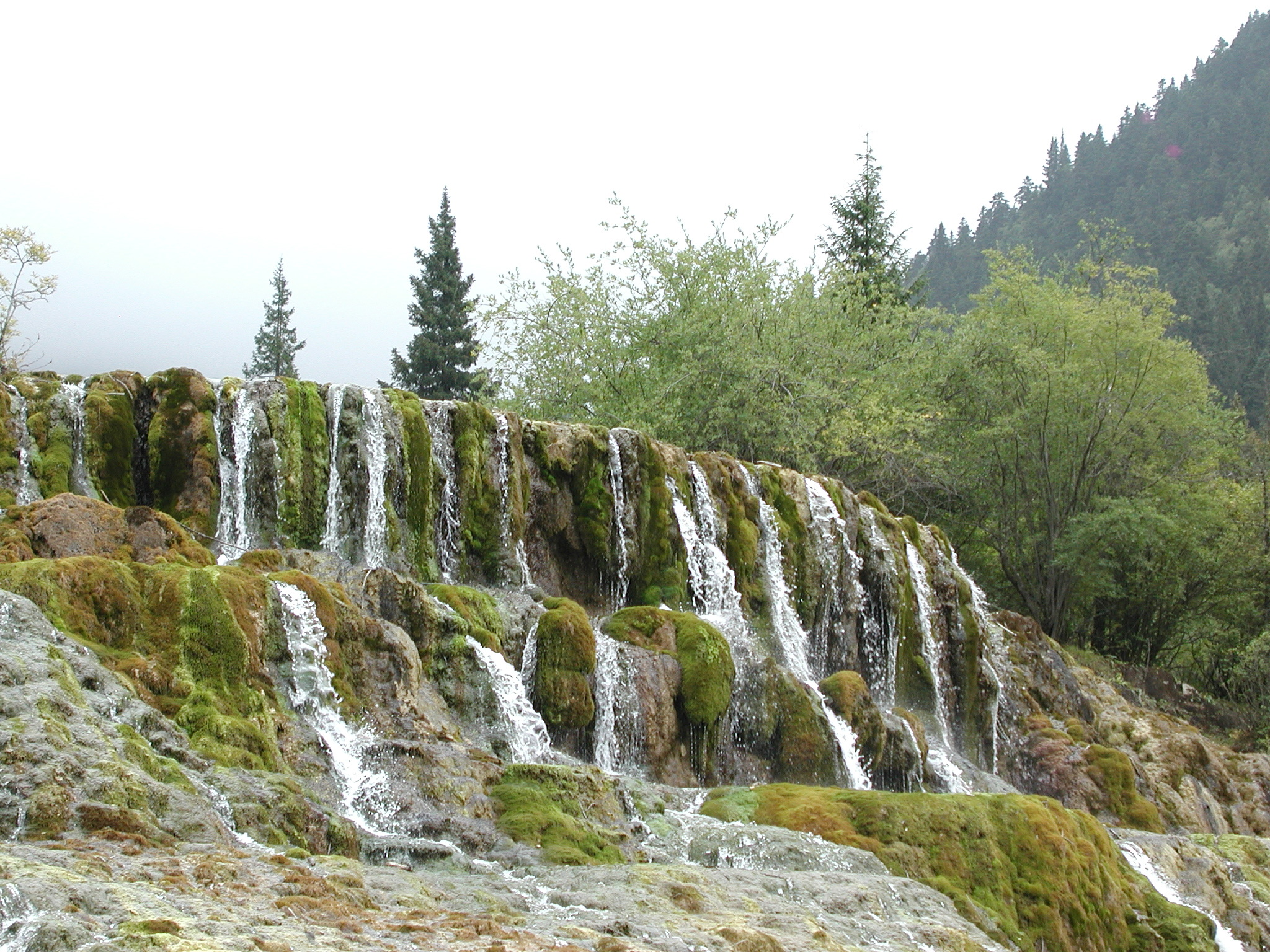
Cascata di 14 m di altezza e 68 m di larghezza

I ripetuti eventi glaciali, la struttura unica del terreno, la formazione del tufo, lo strato di roccia acida carbonica e le condizioni climatiche come la luce solare artico-alpina hanno creato questo paesaggio di travertino famoso in tutto il mondo. Huanglong copre un'area di 700 km2 ad un'altitudine compresa tra 1700m e 5588m. Le principali aree panoramiche includono:
- Valle di Huanglong (cinese:黄龙沟)

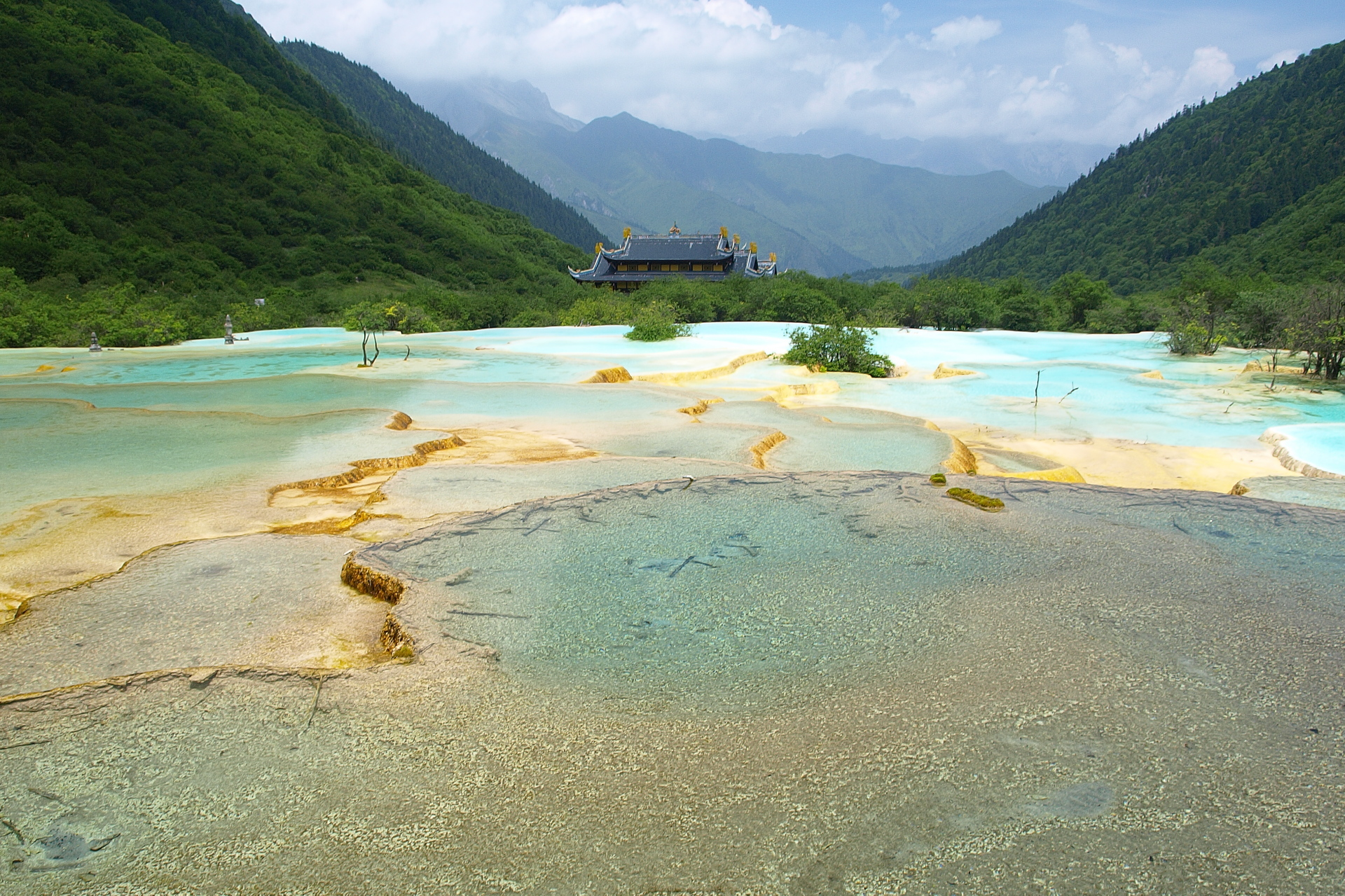
Le piscine calcaree di Huanglonggou e le sue montagne.

- La gola di Danyun (cinese: 丹云峽; 'gola delle nuvole rosse'): un canyon profondo più di 1.000 metri. Lo scioglimento della neve dal vicino Monte Xuebaoding scorre attraverso questo canyon, fornendo gran parte dell'acqua per la regione.[4]
- Valle di Muni (牟尼沟)
- Xuebaoding (雪宝顶; 'picco del tesoro di neve') – 5.588 m. La vetta più alta dei Monti Min
- Xueshan Ridge (雪山梁; "cresta montuosa innevata") – 4.007 m, il punto più alto sulla strada dall'aeroporto di Jiuhuang alla valle di Huanglong.
- Roccia della Stella Rossa (红星岩)
- Sigou (四沟; 'quarto burrone')

### Valle di Huanglon

Veduta aerea delle piscine di Zhengyan

La lunghezza totale del travertino nella valle di Huanglong è di 3,6 km e si pensa che assomigli a un enorme drago d'oro che ruota attraverso le montagne innevate della valle. I paesaggi principali sono banchi di travertino, stagni colorati e cascate e grotte di travertino. Il corpo d'acqua principale inizia dall'antico tempio buddista/Benbo in cima alla valle e termina al laghetto di benvenuto degli ospiti a nord con una lunghezza di 2,5 km e una larghezza di 30-170 m. I colori delle acque di Huanglong sono il giallo, il verde, il blu e il marrone.

## Galleria d'immagini

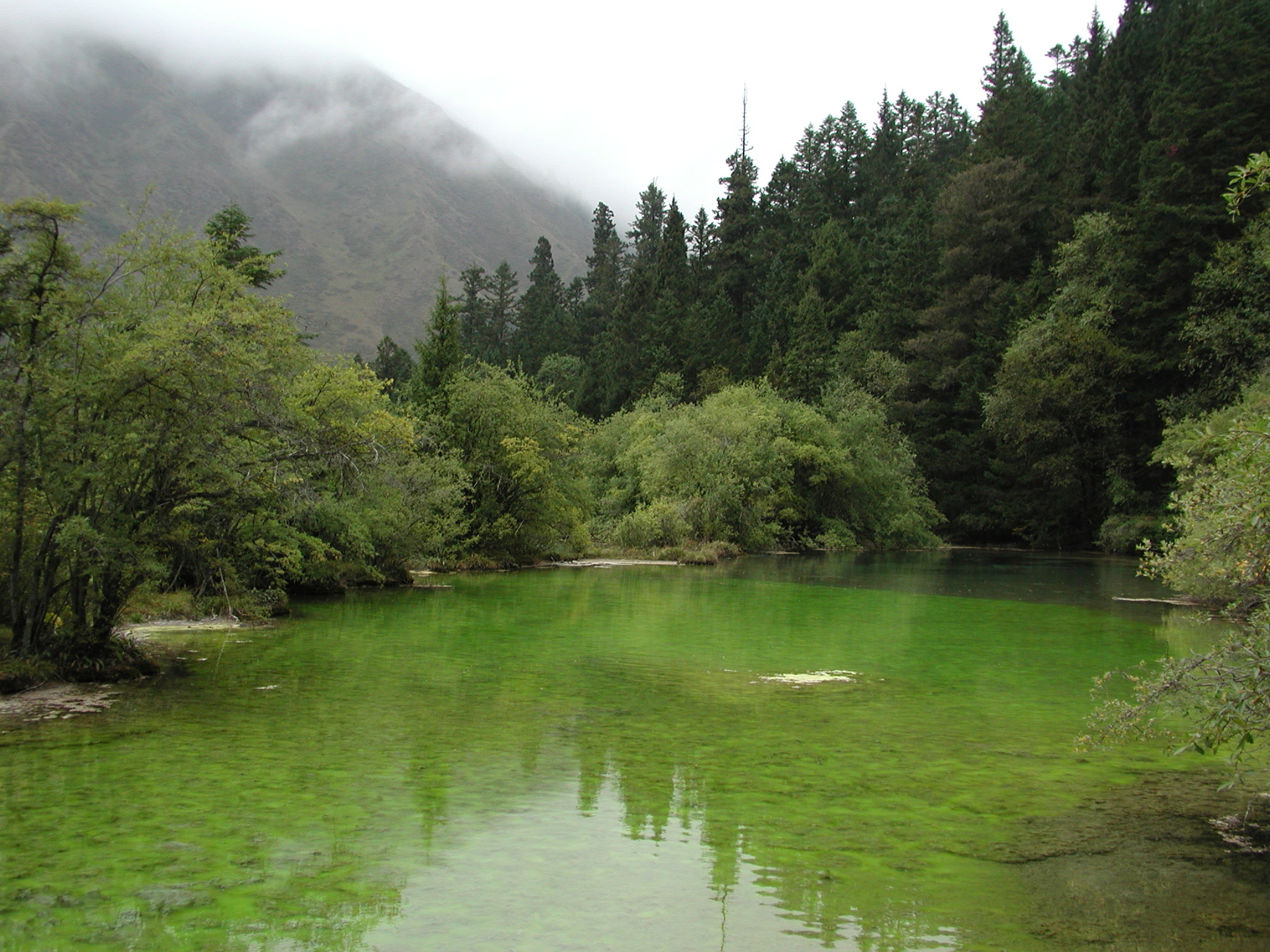
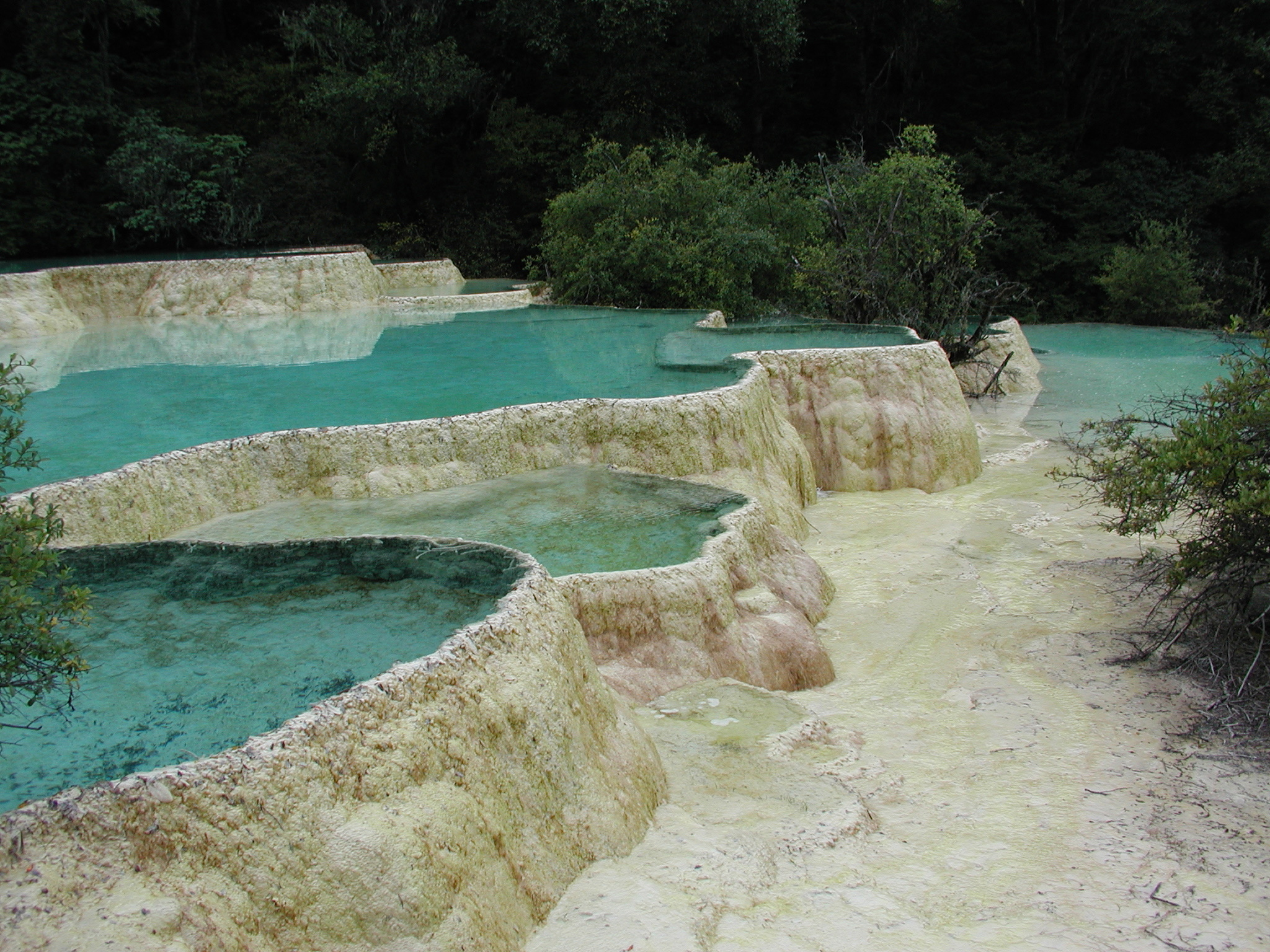
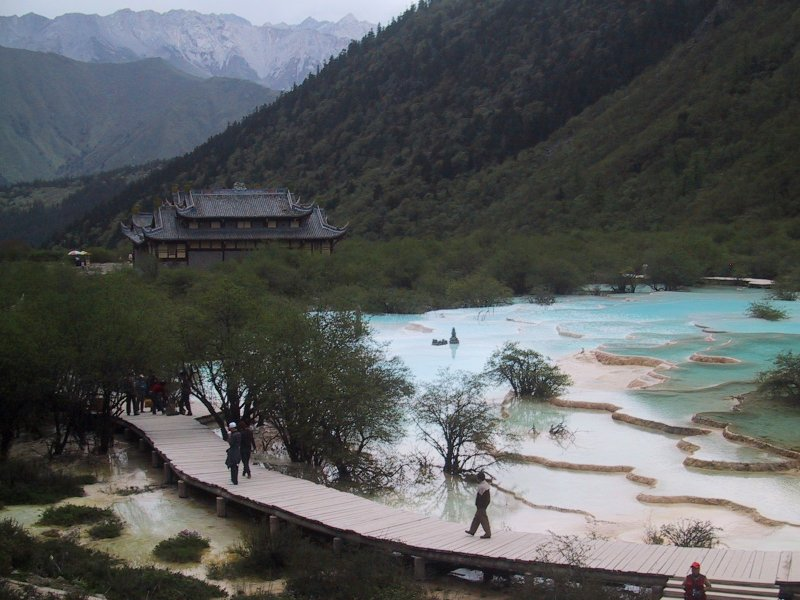